# Ian Maywald
Ian Marc Maywald (* 29. November 1979) ist ein ehemaliger deutscher Badmintonspieler. Er setzt die Badmintontradition der Familie in dritter Generation fort. Der Europameister Roland Maywald ist sein Vater, der Badmintonfunktionär Siegfried Maywald war sein Großvater.

## Karriere
Ian Maywald nahm 1999 noch vor seinem ersten Medaillengewinn bei deutschen Meisterschaften an den Badminton-Weltmeisterschaften teil. Erst 2001 gewann er mit Silber im Herreneinzel seine erste nationale Medaille. 2002 und 2009 folgte Bronze im Herrendoppel. 2005 wurde er deutscher Mannschaftsmeister mit dem 1. BC Beuel.

## Nach der aktiven Karriere
Nach Abschluss seiner sportlichen Karriere sowie seines teils gleichzeitig laufenden Studium der Rechtswissenschaften, ist er nach unterschiedlichen Stationen bei Rechtsanwaltskanzleien heute als Partner bei  KPMG Law im Bereich M&A tätig. Hier begann er am 1. Januar 2021 seine Tätigkeit. Gleichzeitig engagiert er sich als Mentor weiterhin für aktive Sportler und deren Umsetzung einer „Dualen Karriere“ bei der Werte Stiftung in Kooperation mit der Deutschen Sporthilfe. Hier unterstützt er Spitzensportler dabei, sich frühzeitig auf den Übergang von ihrer sportlichen auf eine berufliche Karriere vorzubereiten und gibt Wissen sowie persönliche Erfahrungen aus seiner eigenen sportlichen Vergangenheit und aktuellen Karriere weiter.

## Sportliche Erfolge
| Saison    | Veranstaltung                     | Disziplin    | Platz | Name |
| --------- | --------------------------------- | ------------ | ----- | --- |
| 1993/1994 | Deutsche Einzelmeisterschaft U14  | Herreneinzel | 1     | Ian Maywald (1. BC Beuel) |
| 1993/1994 | Deutsche Einzelmeisterschaft U14  | Mixed        | 1     | Ian Maywald / Mareike Busch (1. BC Beuel) |
| 1993/1994 | Deutsche Einzelmeisterschaft U14  | Herrendoppel | 2     | Ian Maywald (1. BC Beuel) / Antoine Kurschilgen (1. BC Beuel) |
| 1995/1996 | Deutsche Einzelmeisterschaft U16  | Herreneinzel | 1     | Ian Maywald (1. BC Beuel) |
| 1997/1998 | Deutsche Einzelmeisterschaft U19  | Herreneinzel | 1     | Ian Maywald (1. BC Beuel) |
| 1997/1998 | Deutsche Einzelmeisterschaft U19  | Herrendoppel | 2     | Ian Maywald (1. BC Beuel) / Gregor Hönscheid (TTC Brauweiler) |
| 1999      | Weltmeisterschaft                 | Herreneinzel | 33    | Ian Maywald |
| 2000/2001 | Deutsche Hochschulmeisterschaften | Herreneinzel | 1     | Ian Maywald (Uni Bonn) |
| 2000/2001 | Deutsche Einzelmeisterschaft U22  | Herreneinzel | 1     | Ian Maywald (1. BC Beuel) |
| 2000/2001 | Deutsche Einzelmeisterschaft      | Herreneinzel | 2     | Ian Maywald (1. BC Beuel) |
| 2000/2001 | Deutsche Einzelmeisterschaft U22  | Herrendoppel | 1     | Ian Maywald / Antoine Kurschilgen (1. BC Beuel) |
| 2001/2002 | Deutsche Einzelmeisterschaft      | Herrendoppel | 3     | Marc Hannes / Ian Maywald (1. BC Beuel) |
| 2002      | Weltmeisterschaften der Studenten | Herreneinzel | 5     | Ian Maywald |
| 2002      | Weltmeisterschaften der Studenten | Herrendoppel | 3     | Ian Maywald / Marc Hannes |
| 2003/2004 | Deutsche Mannschaftsmeisterschaft | Mannschaft   | 2     | 1. BC Beuel (Yanchun Xie, Ian Maywald, Birgit Overzier, Olaf Schulz-Holstege, Petra Overzier, Marc Zwiebler, Anthony Clark, Marc Hannes)                                                    |
| 2004/2005 | Deutsche Mannschaftsmeisterschaft | Mannschaft   | 1     | 1. BC Beuel (Marc Hannes, Marc Zwiebler, Ian Maywald, Anthony Clark, Yanchun Xie, Petra Overzier, Birgit Overzier)                                                                          |
| 2005/2006 | Deutsche Hochschulmeisterschaften | Herreneinzel | 1     | Ian Maywald (Uni Bonn) |
| 2005/2006 | Deutsche Mannschaftsmeisterschaft | Mannschaft   | 3     | 1. BC Beuel (Ian Maywald, Yunyong Wu, Ingo Kindervater, Marc Hannes, Marc Zwiebler, John Gordon, Petra Overzier, Birgit Overzier)                                                           |
| 2006/2007 | Deutsche Mannschaftsmeisterschaft | Mannschaft   | 3     | 1. BC Beuel (Ian Maywald, Yunyong Wu, Ingo Kindervater, Marc Hannes, Marc Zwiebler, Christoph Clarenbach, Tommy Allroggen, Petra Overzier, Birgit Overzier, Mareike Busch, Jessica Willems) |
| 2008/2009 | Deutsche Einzelmeisterschaft      | Herrendoppel | 3     | Ian Maywald / Marc Zwiebler (1. BC Beuel) |